# Per-Wadjit
Per-Wadjit war eine altägyptische Stadt in Oberägypten im Wadjit-Gau, dem 10. oberägyptischen Gau. Es handelt sich um das moderne Kom Ischqau und wurde bei den Griechen als Aphrodito (Ἀφροδιτώ) bezeichnet. Der Ort ist in ägyptischen Quellen seit dem Neuen Reich belegt und war vor allem in griechisch-römischer Zeit zeitweise Hauptort des Gaues. Hier wurde Wadjit verehrt, die wiederum mit Hathor identifiziert wurde. Die antike Stadt liegt unter dem modernen Dorf. Zufallsfunde stammen vor allem aus byzantinischer Zeit, worunter sich zahlreiche Papyrusfunde befinden, darunter das Archiv des Dioskoros von Aphrodito.

## Aphrodito
Aus den Informationen dieses Archives können Rückschlüsse auf den Ort im 6. Jahrhundert gezogen werden. Demnach gab es in Aphrodito und im zum Ort (der technisch ein Dorf war) gehörenden Umland 3000 Männer, die einem Haushalt vorstanden und Steuern bezahlten, worauf man auf eine Bevölkerungszahl von etwa 15000 Menschen schließen kann. Es gab über 30 Kirchen und etwa 40 Klöster. Es gab zwei Töpfereien und eine Olivenölpresse.
Das Archiv des Dioskoros ist auch wichtig für die Sozialgeschichte des frühen byzantinischen Reiches. Es scheint einen ständigen Kampf des Dorfes gegen Großgrundbesitzer gegeben zu haben. Im fünften Jahrhundert besaß ein einziger Großgrundbesitzer ca. 2/3 des gesamten Ackerlandes beim Dorf. Im fünften Jahrhundert hatte der Ort das Recht erlangt, die Steuern direkt an den Staat zu zahlen und konnte damit die Großgrundbesitzer umgehen, die immer wieder versuchten, Einfluss auf das dörfliche Leben zu nehmen. Dieses Recht war in der Tat sonst fast nur diesen Großgrundbesitzern vorbehalten. Im sechsten Jahrhundert zur Zeit des Dioskoros versuchten verschiedene bedeutende Großgrundbesitzer, das Sonderrecht des Ortes zu umgehen und forderten direkt vom Ort Steuerzahlungen. Ein gewisser Theodosius erschien sogar im Ort, sammelte die Steuern ein und behielt sie für sich. Der Vater von Dioskoros fuhr darauf nach Konstantinopel, um am kaiserlichen Hof wegen des Falles vorzusprechen. In den 540ern ermordeten Leute des Großgrundbesitzers Sarapammon den Priester des Ortes namens Viktor und einen gewissen Heraklios. Sarapammon kam vor Gericht, doch ist das Urteil nicht überliefert. Als Folge kam der Ort unter den persönlichen Schutz der Kaiserin Theodora. Sie starb im Jahr 548, worauf der Ort wieder ohne Schutz war. Daraufhin reiste Dioskoros zum kaiserlichen Hof und sprach bei Justinian I. vor, der eine Untersuchung gegen den Landbesitzer Julian anordnete, ohne dass es anscheinend zu irgendwelchen Handlungen gegen Julian kam. Noch aus den 560er Jahren gibt es Belege, die den Kampf von Dioskoros gegen reiche Landbesitzer dokumentieren, in diesem Fall gegen Menas, der für eine gewisse Großgrundbesitzerin Patricia arbeitete.